# Homorthodes mania
Homorthodes mania är en fjärilsart som beskrevs av John Kern Strecker 1899. Homorthodes mania ingår i släktet Homorthodes och familjen nattflyn. Inga underarter finns listade i Catalogue of Life.